# José Nicolás de Abós y Padilla
Juan Nicolás de Abós y Padilla Freire de Andrade y Rioseco (Chillán, 20 de octubre de 1773 - Santiago de Nueva Extremadura, 26 de febrero de 1855), fue un militar realista criollo chileno, miembro de la familia de Abós y Padilla.
Vivió entre 1774 y 1854 en la Capitanía General de Guatemala. Regresa a Chile a los 80 años como caballero de la Orden de San Hermenegildo. En América Central se le conoce como Nicolás de Abos y Padilla y se le considera erróneamente guatemalteco o mexicano.

## Vida y familia
Juan Nicolás de Abós y Padilla fue bautizado el 20 de febrero de 1774. Hijo de Nicolás Valeriano de Abós y Padilla y González de Mendoza, y de Juana María Freire de Andrade y Rioseco. Sus hermanos fueron Diego y María del Rosario de Abós y Padilla Freire de Andrade y Rioseco y Rosa de Abós y Padilla y Chávez, hija del primer matrimonio de su padre con Rosa Chávez y López de Zúñiga.
Juan Nicolás de Abós y Padilla fue alumno de una de las primeras promociones del Real Seminario de Nobles de San Carlos en Santiago de Nueva Extremadura. Una vez egresado, fue cadete del regimiento de Dragones de la Frontera en el batallón de Infantería de Concepción. 
Juan Nicolás contrajo matrimonio con Juliana Mixon y San Carlos. De este matrimonio nacen en la Capitanía General de Guatemala Agustín, Dominga, María Mercedes y Teresa de Abós y Padilla Mixon.
En 1853 Juan Nicolás de Abós y Padilla regresa a Chile junto a su hijo Agustín. Dejando a sus hijas América Central.

## La aventura de Nicaragua
En diciembre de 1793 mientras Juan Nicolás aun era cadete en el batallón de infantería de Concepción consiguió permiso para acompañar como secretario al Coronel José Salvador, quien había recibido de manos del Gobernador de Chile Don Ambrosio O'Higgins un real nombramiento como Gobernador Intendente de la Intendencia de León en la Capitanía General de Guatemala. José Salvador era casado con Rosa Freire de Andrade y Ríoseco, tía materna de Juan Nicolás.
El matrimonio entre José Salvador y Rosa Freire no fue fecundo, por lo cual ellos se volcaron hacia los hijos de Nicolás Valeriano de Abos y Padilla y Juana María Freire. Es así como en 1794 Juan Nicolás y su hermana María de Rosario se establecen con sus tíos en León, Nicaragua. Su hermano Diego, militar de los Dragones de la Frontera, se queda en Chile.

## La Batalla de Llano el Espino
A un mes de proclamada la independencia de Centroamérica el 15 de septiembre de 1821, Gabino Gaínza quien todavía comandaba las tropas de la ex Capitanía General de Guatemala, recibió del gobernante mexicano Agustín de Iturbide una comunicación en la que incitaba la anexión de Centroamérica al Primer Imperio Mexicano. Con un manifiesto de Gaínza algunos departamentos centroamericanos apoyaron la anexión y otros la rechazaron. 
En San Salvador hubo escisiones, pues en tanto que las villas de Santa Ana y San Miguel aceptaron la anexión al Imperio Mexicano, el gobierno de San Salvador, dirigido por Manuel José de Arce y Fagoaga, la rechazaron. Para hacer efectivo su rechazo, tropas de San Salvador, al mando del General Arce, pasaron a Santa Ana, para que aquella villa obedeciese al gobierno de San Salvador. En vista de lo anterior, Santa Ana solicitó tropas a Gabino Gaínza, por lo que este accedió a la ayuda pedida, nombrando jefe de un contingente de 120 soldados a de Abós y Padilla, cuyo hermano el teniente coronel Diego de Abós y Padilla había conocido en 1814 mientras Gainza fuese Capitán General del Reino de Chile y General en Jefe de las Fuerzas Reales en contra de las fuerzas patriotas comandadas por Bernardo O'Higgins como General en Jefe del Ejército. La Batalla de Llano El Espino fue la primera en territorio centroamericano después de la independencia.

## Después de la independencia
Después de la independencia de Centroamérica, Juan Nicolás fue Embajador Plenipotenciaro del Reino de España en Honduras.